# 1000 هـ
1000 هـ هي سنة في التقويم الهجري امتدت مقابلة في التقويم الميلادي بين سنتي 1591 و1592.

## أحداث
- إنشاء محافظة البدائع وفق بعض المصادر.

## مواليد
- شمس الدين البابلي
- البهوتي

## وفيات
- محمد بن مصطفى الواني
- محمد علي بن محمد البلاغي